# 劉謙之
劉謙之（？—？），彭城郡呂縣人，東晉政治人物。劉道產叔父。曾參與討平於廣州作亂的徐道期。

## 生平
劉謙之於義熙年間（405年—419年）為始興相。時東海郡人徐道期流寓廣州，但因無品行而被當地的居民看不起並加以欺侮。於是徐道期於義熙十三年（417年）因廣州刺史謝欣去世的機會率領大群不法之徒作亂，攻陷治所番禺，並對屠戮之前欺侮他的人以作報復。徐道期接著更奪取廣州府庫的武器，招集亡命之徒，之後攻打始興。劉謙之領兵迎戰，大破徐道期，並且乘勝南追，最終平定了廣州亂事，誅殺了徐道期的黨羽，行廣州事。消息報到京師，劉謙之遂獲擢陞為振威將軍、廣州刺史。劉謙之累官至太中大夫，著有《晉紀》二十卷。